# Baja Lusacia
La Baja Lusacia (en alemán: Niederlausitz, en bajo sorabo: Dolna Łužyca, en alto sorabo: Delnja Łužica, en checo: Dolní Lužice, en polaco: Łużyce Dolne) es una región histórica que se extiende del sudeste del estado federado de Brandeburgo en Alemania al sudoeste de la voivodato de Lubusz en Polonia. Cubre la parte norte de Lusacia. Una parte de la población habla el  sorabo, una lengua eslava occidental.

## Geografía
La Baja Lusacia se extiende hasta el río Bóbr por el este, y es atravesada por los ríos Neisse y Spree. Es un paisaje de bosques y prados que presenta morrenas del periodo glaciar, con un suelo llano arenoso,  y con colinas poco altas en la zona de Grenzwall (que significa "muro de la frontera"), la continuación oriental de la Fläming. En la Edad Media en esta zona había bosques densos, cosa que representaba un obstáculo  importante para el trànsito civil y militar. 
Durante los siglos XIX y XX  la minería extensiva de lignito a cielo abierto,  provocó que diversas aldeas de la región fuesen dañadas o destruidas; aunque algunas de las primeras minas ya agotadas se están reconvirtiendo en lagos artificiales para atraer turismo, llamando a la zona Lausitzer Seenland ( "Tierra de lagos de Lusacia").
La Baja Lusacia tiene por capital histórica Lübben. Otras poblaciones importantes son Calau, Cottbus, Guben (Gubin), Luckau, Spremberg, Finsterwalde, Senftenberg y Żary.

## Población

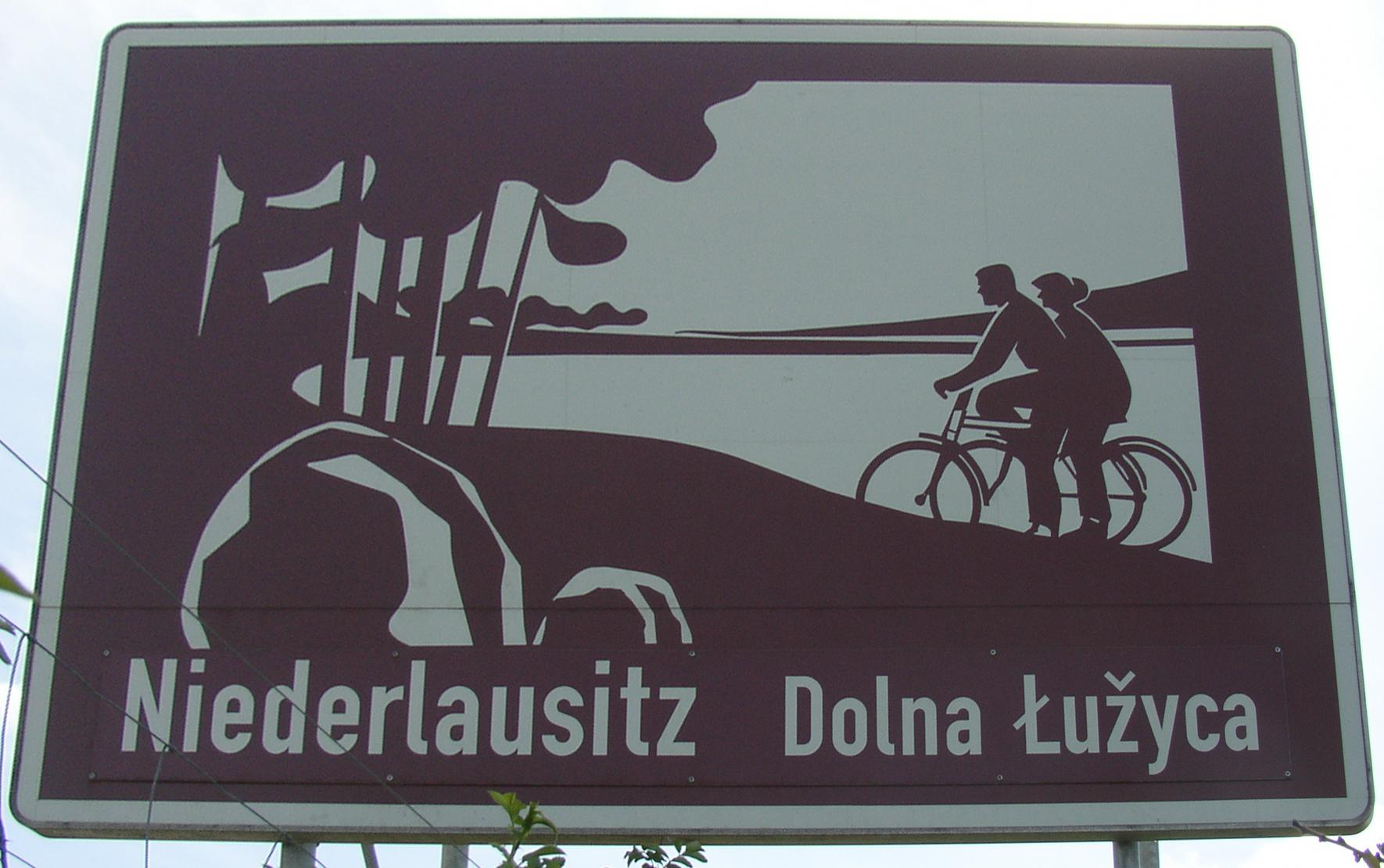
Indicador de carretera bilingüe alemán/sorabo indicando la "Baja Lusacia".

Una parte de la población habla el bajo sorabo (que con el alto sorabo forma el idioma sorabo) una lengua eslava occidental, como el checo o el polaco. Pero gran parte de la población es germana o germanizada, que habla el alemán

## Historia
La Baja Lusacia se corresponde en parte  con la antigua Marca de Lusacia, una de las marcas sajonas del este creadas para someter a los eslavos en el siglo X. Al primer marqués Odón, le sucedió  Gero II desde 1002 que tuvo que hacer frente a diversos ataques  de Boleslao I de Polonia  hasta el Tratado de Bautzen de 1018. En 1031, el soberano alemán, Conrado II el Sálico reconquistó  la región.
En 1136, Conrado I el Grande, de la poderosa Casa de Wettin, margrave de la  Marca de Misnia desde 1123, recibió la Baja Lusacia. Su familia lo mantuvo hasta  1303 en que fue adquirida por el margrave de Brandenburgo de la casa de Ascania, de la que pasó a la de los Wittelsbach en 1320, hasta que el elector Otón V de Baviera el 1367 la vende al emperador Carlos IV de Luxemburgo, que une la Baja Lusacia a las tierras de la corona checa. El padre de Carlos, el rey Juan I de Bohemia ya había adqurido el territorio de las ciudades de Bautzen y Görlitz, que formaron la  Alta Lusacia. El antiguo señorío de Cottbus fue adquirido por el Electorado de Brandeburgo en 1455 constituyendo un enclave en la Baja Lusacia. Las dos Lusacias fueron tierras de la Corona de Bohemia separadamente bajo la casa de Luxemburgo primero, después bajo la dinastía Jagellón y desde 1526 bajo la dinastía de lo  Habsburgo. 
En el curso de la Reforma protestante, la gran mayoría de la población se va a tornar protestante. La era de Bohemia va a llegar a su fin cuando el emperador Fernando II de Habsburgo ceda las dos Lusacias al elector Juan Jorge I de Sajonia por la Paz de Praga (1635), a cambio de su apoyo en la guerra de los Treinta Años, volviendo a la Casa de Wettin. Como el Reino de Sajonia se había aliado con Napoleón I, tuvo que ceder la Baja Lusacia a Prusia en 1815 por el Congreso de Viena. Desde entonces se convirtió en parte de la provincia de Brandenburgo.
Con la aplicación de la línea Oder-Neisse en la conferencia de Potsdam (1945), las tierras al este del río Neisse pasaron a Polonia.